# Confederación Antillana
La Confederación Antillana fue una propuesta de Ramón Emeterio Betances sobre la necesidad de que los nativos de las Antillas Mayores españolas se unieran en un ente regional que buscara preservar la soberanía y bienestar de Cuba, la República Dominicana y Puerto Rico.
Su principal idea era la de subsecuentemente, terminar el colonialismo europeo en América, así como una respuesta a la doctrina Monroe y su frase América para los americanos, que Ramón Emeterio Betances cambió a  Antillas para los Antillanos. El principal punto de encuentro de los idealistas era San Felipe de Puerto Plata, en la República Dominicana.
Entre los mayores adherentes a la idea se encuentran:
- Eugenio María de Hostos,[1] también conocido como el Ciudadano de las Américas.
- Gregorio Luperón, héroe de la Guerra de la Restauración de la República Dominicana.
- José Martí, a menudo referido como el Apóstol de la independencia cubana.
- José de Diego
- Ramón Emeterio Betances
- Joseph-Anténor Firmin[2][3]

Inicialmente se postuló la integración de Haití a la Confederación, el precursor de esta en dicha nación, Antenor Firmín, intercambio con el líder cubano José Martí sobre ello. Sin embargo, a pesar de su inclinación favorable el propio Betances posteriormente descartaría la posibilidad por factores de inestabilidad política en la nación haitiana que podrían exportarse al resto de las Antillas. En el caso de Hostos prefirió una unión cimentada en cuestiones culturales y lingüísticas hispánicas lo cual descartaba la posibilidad de Haití como parte de la unión.